# Station Heusden
Station Heusden is een spoorweghalte langs spoorlijn 15 bij de kern Heusden in de gemeente Heusden-Zolder.
In 1933 werd de stopplaats Heusden geopend. Het beheer gebeurde door het Station Zolder.

## Treindienst
| Treintype | Verbinding    | Dienstregeling                                             |
| --------- | ------------- | ---------------------------------------------------------- |
| L-05      | Hasselt - Mol | Maandag tot zaterdag: 1x/u Zon- en feestdagen: 1x/om de 2u |

## Galerij

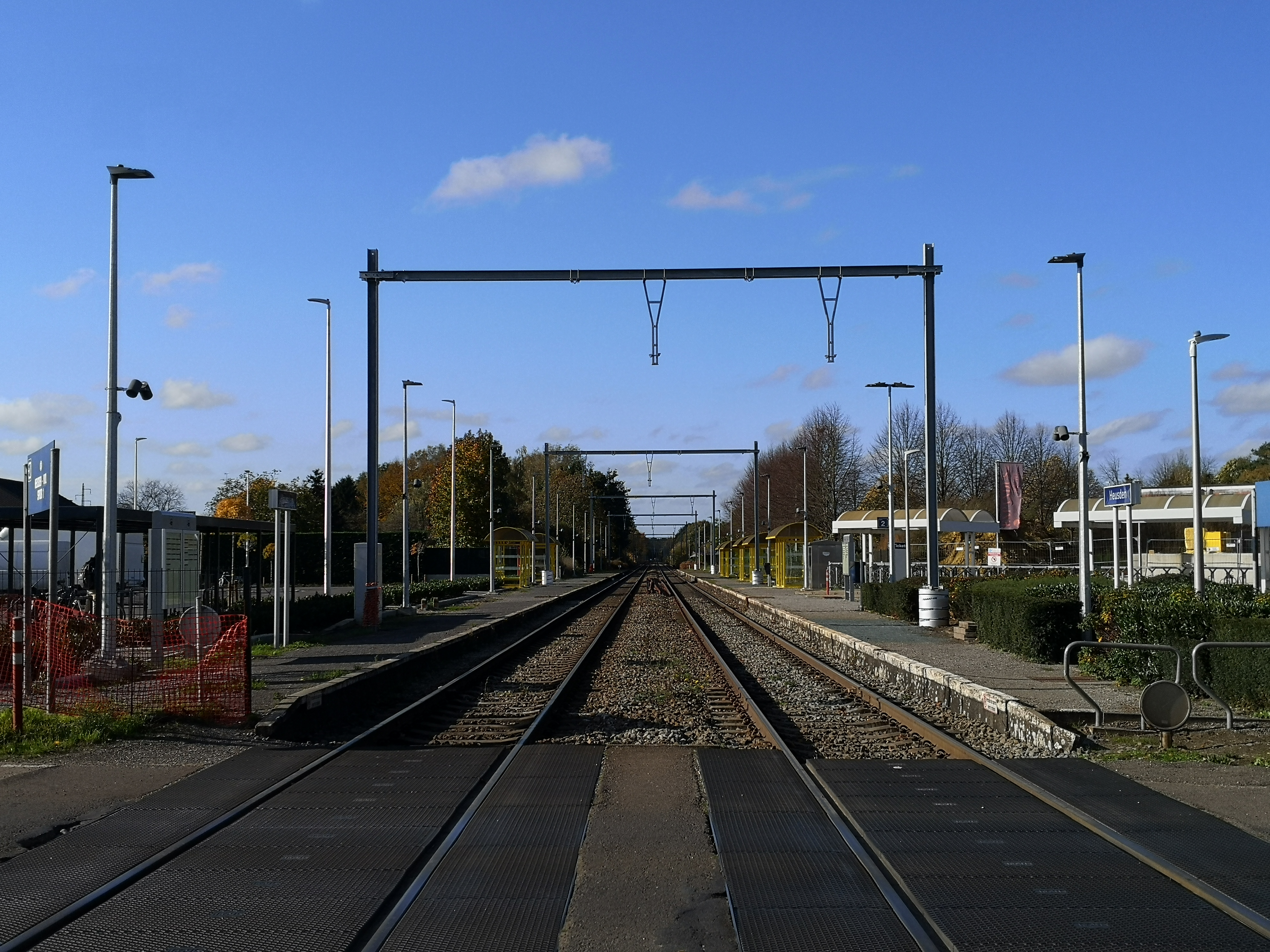
Het station in 2020
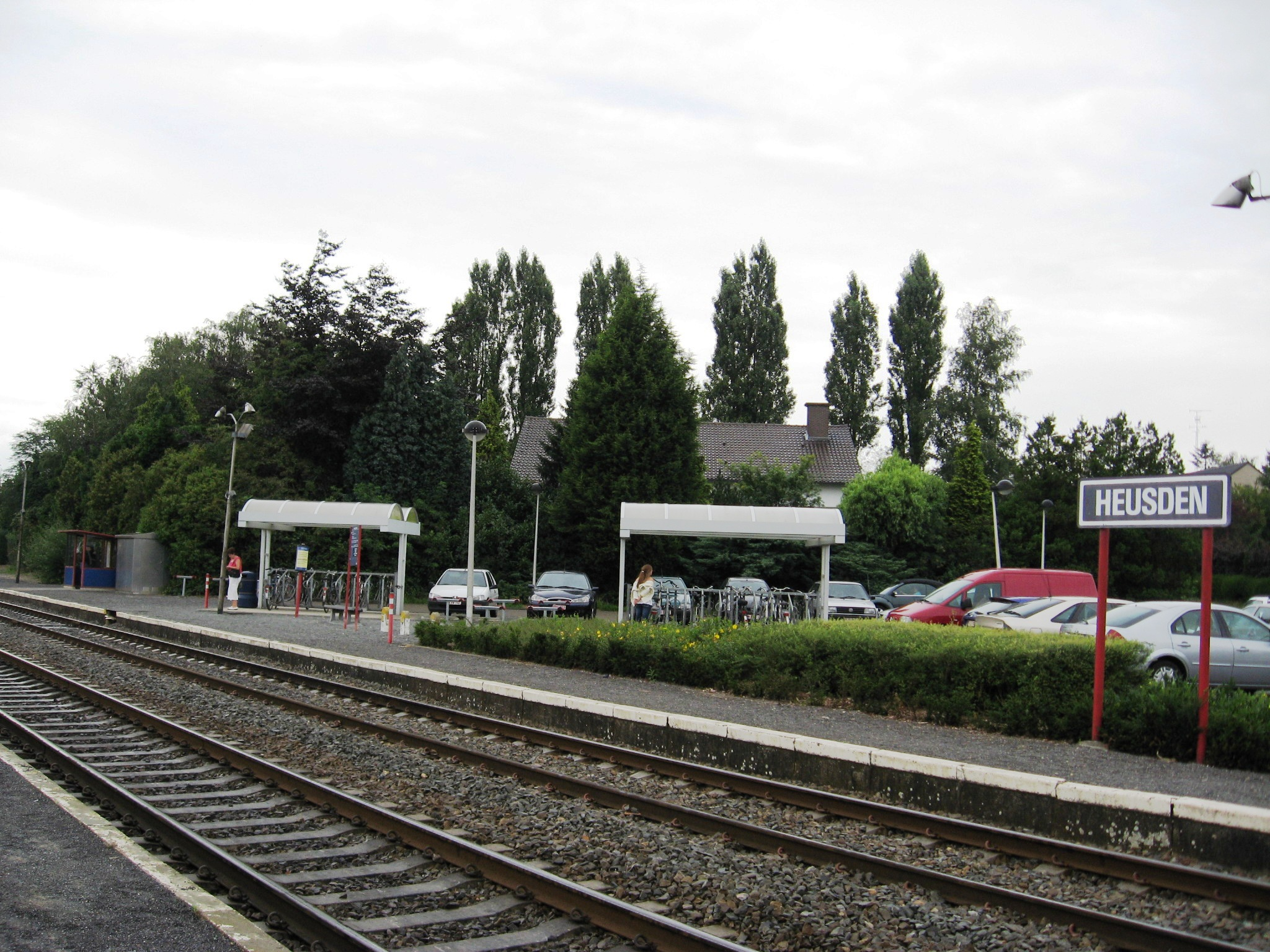
Station Heusden in 2007

## Reizigerstellingen
De grafiek en tabel geven het gemiddeld aantal instappende reizigers weer op een week-, zater- en zondag.
| Tabel: aantal instappende reizigers station Heusden | Tabel: aantal instappende reizigers station Heusden | Tabel: aantal instappende reizigers station Heusden | Tabel: aantal instappende reizigers station Heusden |
|                                                     | Weekdag                                             | Zaterdag                                            | Zondag                                              |
| --------------------------------------------------- | --------------------------------------------------- | --------------------------------------------------- | --------------------------------------------------- |
| 1977                                                | 32                                                  | 15                                                  | 27                                                  |
| 1978                                                | 40                                                  | 13                                                  | 11                                                  |
| 1979                                                | 31                                                  | 11                                                  | 18                                                  |
| 1980                                                | 49                                                  | 18                                                  | 24                                                  |
| 1981                                                | 31                                                  | 9                                                   | 26                                                  |
| 1982                                                | 49                                                  | 16                                                  | 50                                                  |
| 1983                                                | 46                                                  | 11                                                  | 27                                                  |
| 1984                                                | 29                                                  | 12                                                  | 52                                                  |
| 1985                                                | 34                                                  | 18                                                  | 33                                                  |
| 1986                                                | 35                                                  | 23                                                  | 20                                                  |
| 1987                                                | 38                                                  | 30                                                  | 35                                                  |
| 1988                                                | 44                                                  | 20                                                  | 43                                                  |
| 1989                                                | 36                                                  | 21                                                  | 26                                                  |
| 1990                                                | 34                                                  | 26                                                  | 40                                                  |
| 1991                                                | 61                                                  | 27                                                  | 39                                                  |
| 1992                                                | 64                                                  | 30                                                  | 51                                                  |
| 1993                                                | 61                                                  | 24                                                  | 45                                                  |
| 1994                                                | 94                                                  | 30                                                  | 31                                                  |
| 1995                                                | 78                                                  | 26                                                  | 51                                                  |
| 1996                                                | 114                                                 | 78                                                  | 146                                                 |
| 1997                                                | 92                                                  | 48                                                  | 66                                                  |
| 1998                                                | 123                                                 | 72                                                  | 108                                                 |
| 1999                                                | 120                                                 | 34                                                  | 58                                                  |
| 2000                                                | 159                                                 | 66                                                  | 66                                                  |
| 2001                                                | 140                                                 | 58                                                  | 82                                                  |
| 2002                                                | 182                                                 | 72                                                  | 112                                                 |
| 2003                                                | 195                                                 | 62                                                  | 107                                                 |
| 2004                                                | 175                                                 | 32                                                  | 60                                                  |
| 2005                                                | 170                                                 | 49                                                  | 104                                                 |
| 2006                                                | 191                                                 | 96                                                  | 135                                                 |
| 2007                                                | 233                                                 | 70                                                  | 154                                                 |
| 2008                                                | -                                                   | -                                                   | -                                                   |
| 2009                                                | 205                                                 | 92                                                  | 127                                                 |
| 2010                                                | -                                                   | -                                                   | -                                                   |
| 2011                                                | -                                                   | -                                                   | -                                                   |
| 2012                                                | 241                                                 | 42                                                  | 121                                                 |
| 2013                                                | 245                                                 | 80                                                  | 112                                                 |
| 2014                                                | 215                                                 | 57                                                  | 108                                                 |
| 2015                                                | 148                                                 | 56                                                  | 55                                                  |
| 2016                                                | 119                                                 | 55                                                  | 61                                                  |
| 2017                                                | 129                                                 | 37                                                  | 69                                                  |
| 2018                                                | 145                                                 | 55                                                  | 39                                                  |
| 2019                                                | 148                                                 | 64                                                  | 55                                                  |
| 2020                                                | 86                                                  | 44                                                  | 25                                                  |
| 2021                                                | -                                                   | -                                                   | -                                                   |
| 2022                                                | 108                                                 | 28                                                  | 18                                                  |
| 2023                                                | 104                                                 | 50                                                  | 52                                                  |
| 2024                                                | 136                                                 | 44                                                  | 40                                                  |

1,3: Krijgsbaan ·
2,8: Liersebaan ·
3,9: Boechout ·
4,9: Vos ·
6,4: Boshoek ·
9,3: Lier ·
11,1: Lisp ·
12,8: Kessel ·
16,3: Nijlen ·
21,9: Bouwel ·
24,1: Wolfstee ·
26,4: Herentals-Kanaal ·
28,0: Herentals ·
34,0: Olen ·
37,1: Larum ·
40,1: Geel ·
46,5: Millegem ·
49,3: Mol ·
54,0: Balen ·
Ingene-Immer ·
62,8: Leopoldsburg ·
Beverlo ·
68,0: Beringen-Mijn ·
71,2: Beringen ·
74,6: Heusden ·
78,0: Zolder ·
80,2: Houthalen ·
83,3: Kolveren ·
84,9: Zonhoven ·
86,6: Zonhoven-Badplaats